# Gouvernement Xhaferi
République de Macédoine du Nord
Kovačevski Mickoski
Le gouvernement Xhaferi (en macédonien : Влада на Македонија од 2024) est le gouvernement de la république de Macédoine du Nord du 28 janvier 2024 au 23 juin 2024, sous la 10e législature de l'Assemblée.
Il est dirigé par Talat Xhaferi, successeur de Dimitar Kovačevski après sa démission, et repose sur une coalition de quatre partis. Il succède au gouvernement Kovačevski et doit gérer le pays jusqu'aux élections législatives.

## Historique du mandat
Ce gouvernement est dirigé par le nouveau président du gouvernement Talat Xhaferi. Il est constitué et soutenu par une coalition entre l'Union sociale-démocrate de Macédoine (SDSM), l'Union démocratique pour l'intégration (BDI/DUI), Alternative (A) et le Parti libéral-démocrate (LDP). Ensemble, ils disposent de 64 députés, soit 53,3 % des sièges de l'Assemblée.
Il est formé à la suite de la démission de Dimitar Kovačevski, au pouvoir depuis 2022, et succède donc au gouvernement Kovačevski.

### Formation
Le 28 janvier 2024, Talat Xhaferi devient président du gouvernement de Macédoine du Nord, le premier membre de la minorité albanaise du pays à accéder à ce poste. Il est élu par l'Assemblée avec 65 voix pour, 3 contre et aucune abstention. Xhaferi est à la tête d'un gouvernement technique qu'il dirigera pendant cent jours, jusqu'aux élections législatives du 8 mai,.
Bien qu'ayant deux ministres, l'Organisation révolutionnaire macédonienne intérieure - Parti démocratique pour l'unité nationale macédonienne (VMRO-DPMNE) s'est opposée à la candidature de Xhaferi en s'abstenant lors du vote d'investiture et a présenté son propre candidat.

## Composition
- Par rapport au gouvernement Kovačevski, les nouveaux ministres sont indiqués en gras et ceux ayant changé d'attributions le sont en italique.

| Portefeuille | Nom | Nom | Nom                             | Parti      |
| --- | --- | --- | ------------------------------- | ---------- |
| Président du gouvernement |     |     | Talat Xhaferi                   | BDI/DUI    |
| Premier vice-président du gouvernement Délégué aux Affaires européennes                                                                         |     |     | Bojan Maričiḱ                   | SDSM       |
| Vice-président du gouvernement Ministre du Système politique et des Relations intercommunautaires                                               |     |     | Artan Grubi                     | BDI/DUI    |
| Vice-présidente du gouvernement Déléguée à la Lutte contre la corruption et la criminalité, au Développement durable et aux Ressources humaines |     |     | Slavica Grkovska                | SDSM       |
| Vice-président du gouvernement Délégué aux Affaires économiques, à la Coordination économique et aux Investissements                            |     |     | Fatmir Bitiḱi                   | SDSM       |
| Ministre de la Défense |     |     | Slavjanka Petrovska             | SDSM       |
| Ministre de l'Intérieur |     |     | Panče Toškovski                 | VMRO-DPMNE |
| Ministre de la Justice |     |     | Krenar Loga                     | AA         |
| Ministre des Affaires étrangères |     |     | Bujar Osmani                    | BDI/DUI    |
| Ministre des Finances |     |     | Fatmir Besimi                   | BDI/DUI    |
| Ministre de l'Économie |     |     | Krešnik Bekteši                 | BDI/DUI    |
| Ministre de l'Agriculture, des Forêts et des Eaux                                                                                               |     |     | Ljupčo Nikolovski               | SDSM       |
| Ministre de la Santé |     |     | Fatmir Mexhiti                  | AA         |
| Ministre de l'Éducation et de la Science |     |     | Jeton Shaqiri                   | BDI/DUI    |
| Ministre du Travail et de la Politique sociale                                                                                                  |     |     | Gjoko Velkovski                 | VMRO-DPMNE |
| Ministre des Collectivités locales |     |     | Risto Penov                     | LDP        |
| Ministre de la Culture |     |     | Bisera Kostadinovska Stojčevska | SDSM       |
| Ministre de la Société de l'information et de l'Administration                                                                                  |     |     | Azir Aliu                       | AA         |
| Ministre des Transports et des Communications                                                                                                   |     |     | Blagoj Bočvarski                | SDSM       |
| Ministre de l'Environnement et de l'Aménagement du territoire                                                                                   |     |     | Kaja Choukova                   | SDSM       |